# Crossharbour (DLR)

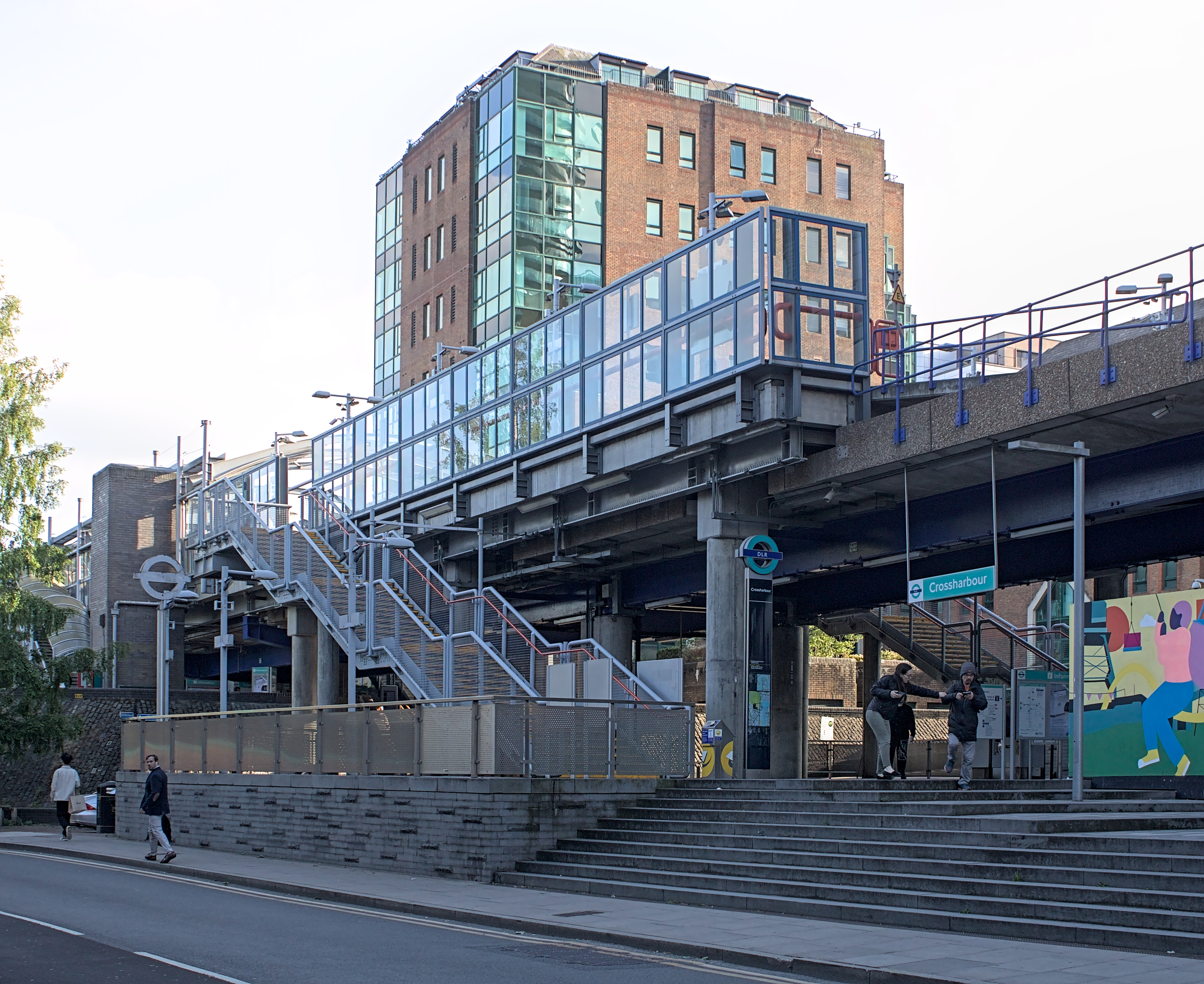
Station Crossharbour

Crossharbour ist eine Station der Docklands Light Railway (DLR) im Londoner Stadtbezirk London Borough of Tower Hamlets. Sie liegt in der Travelcard-Tarifzone 2 auf der Isle of Dogs, an der East Ferry Road im Stadtteil Cubitt Town.
In der Nachbarschaft befand sich die Sport- und Veranstaltungshalle London Arena, die im Juni 2006 wegen zu geringer Auslastung abgerissen wurde. Auf dem Gelände entstand eine Wohnsiedlung, weshalb man die früher als Crossharbour & London Arena bezeichnete Station in Crossharbour umbenannte. Südlich der Station liegt zwischen den beiden Streckengleisen ein Abstellgleis, auf dem fahrplanmäßig Züge wenden.
Eröffnet wurde die Station am 31. August 1987, zusammen mit dem Grundnetz der DLR. Nachdem am 9. Februar 1996 in der Nähe der benachbarten Station South Quay eine Autobombe der IRA explodiert war, musste die gesamte Strecke südlich von Heron Quays gesperrt werden. Einige Wochen später, am 16. April, konnte der Betrieb wieder aufgenommen werden.
Während der Hochblüte der Docklands befand sich fast am selben Standort der Bahnhof Millwall Docks der Millwall Extension Railway. Diese Bahnlinie war von 18. Dezember 1871 bis zum 4. Mai 1926 in Betrieb und erschloss die Hafenanlagen am südlichen Ende der Isle of Dogs. Der Bahnhof wurde im Januar 1930 abgerissen.